# 米神村
米神村（こめかみむら）は、神奈川県足柄下郡に存在した村。現在の小田原市南部に位置した。

## 歴史

### 村名の由来
弘法大師が水を断たれ、生米を噛んだという伝承から。

### 沿革
- 1889年（明治22年）4月1日 - 町村制の施行により、米神村が単独村制。早川村・石橋村・根府川村・江ノ浦村との町村組合が発足し、組合役場を早川村に設置。
- 1913年（大正2年）4月1日 - 石橋村・根府川村・江ノ浦村と合併して片浦村が発足。同日町村組合および米神村廃止。

## 交通

### 鉄道路線
- 大日本軌道
  - 小田原支社 ： 米神駅

現在は東日本旅客鉄道・東海道本線が旧村域を通過しているが、駅は存在しない。